# Lucien Szpiro
Pour les articles homonymes, voir Szpiro.
Lucien Szpiro (23 décembre 1941 - 18 avril 2020) est un mathématicien français, connu pour son travail dans la théorie des nombres, la géométrie arithmétique et l'algèbre commutative. 
Il a formulé la conjecture de Szpiro, a été professeur émérite à l'université de la ville de New York et directeur de recherche émérite au CNRS (Centre national de la recherche scientifique).

## Biographie

### Enfance et études
Lucien Szpiro est né le 23 décembre 1941 à Paris (France). Il a étudié à l'université Paris-Sud où il a obtenu un doctorat de troisième cycle sous la direction de Pierre Samuel. Son travail de doctorant a été fortement influencé par les séminaires de Maurice Auslander, Claude Chevalley et Alexandre Grothendieck. Il a obtenu son doctorat d'État (DrE) en 1971.

### Carrière
De 1963 à 1965, Lucien Szpiro a travaillé comme assistant professeur de lycée à Paris,. De 1965 à 1969, il a été maître assistant à l'université de Paris,. De 1969 à 1999, Lucien Szpiro a travaillé au CNRS, initialement comme attaché à l'université Paris-Diderot avant de devenir directeur de recherches de classe exceptionnelle à l'université Paris-Sud. En 1999, il devient directeur de recherche émérite au CNRS et a rejoint l'université de la ville de New-York en tant que professeur distingué,,. Il a également occupé des postes de visiteur dans plusieurs institutions y compris l'université Columbia et l'Institute for Advanced Study,.
Lucien Szpiro a été rédacteur en chef d'Astérisque de 1991 à 1993 et rédacteur du Bulletin de la Société mathématique de France de 1984 à 1990.
Il a supervisé 17 doctorants, dont Emmanuel Ullmo et Shou-Wu Zhang,.

### Recherche
Lucien Szpiro a été l'un des pionniers de la théorie d'Arakelov en tant qu'outil de la géométrie diophantienne. Après son arrivée au CUNY Graduate Center en 1999, il a commencé à travailler sur de nouvelles recherches en dynamique algébrique.
En 1981, Lucien Szpiro a formulé une conjecture (maintenant connue sous le nom de conjecture de Szpiro) reliant le discriminant d'une courbe elliptique avec son conducteur. Sa conjecture a inspiré la conjecture abc qui s'est avérée plus tard équivalente à une forme modifiée de la conjecture de Szpiro en 1988. La conjecture de Szpiro et ses formes équivalentes ont été décrites comme « le problème non résolu le plus important en analyse diophantienne » par Dorian Goldfeld en partie à son grand nombre de conséquences dans la théorie des nombres, y compris le théorème de Roth, la conjecture de Mordell, la conjecture de Fermat-Catalan et le problème de Brocard,,,.

### Décès
Lucien Szpiro est décédé le 18 avril 2020 à Paris (France) d'un arrêt cardiaque.

## Prix
En 1987, Lucien Szpiro a reçu le prix Paul Doistau-Émile Blutet de l'Académie des sciences « pour ses travaux en algèbre commutative et en géométrie algébrique, et pour sa contribution à la preuve de la conjecture de Mordell par G. Faltings ». En 2012, il est devenu Fellow de l'American Mathematical Society. Il était membre de l'Academia Europaea.

## Publications (sélection)
- Jerome Pesenti et Lucien Szpiro, « Inégalité du discriminant pour les pinceaux elliptiques à réductions quelconques », Compositio Mathematica, vol. 120, no 1,‎ 2000, p. 83–117 (DOI 10.1023/A:1001736823128, lire en ligne)
- Christian Peskine et Lucien Szpiro, « Dimension projective finie et cohomologie locale: Applications à la démonstration de conjectures de M. Auslander, H. Bass et A. Grothendieck », Publications mathématiques de l'IHÉS, vol. 42, no 1,‎ 1973, p. 47–119 (ISSN 0073-8301, DOI 10.1007/BF02685877, lire en ligne)
- Christian Peskine et Lucien Szpiro, « Liaison des variétés algébriques I », Inventiones Mathematicae, vol. 26, no 4,‎ 1974, p. 271–302 (ISSN 0020-9910, DOI 10.1007/BF01425554, lire en ligne)
- Lucien Szpiro, Emmanuel Ullmo et Shou-Wu Zhang, « Equirépartition des petits points », Inventiones Mathematicae, vol. 127, no 2,‎ 1997, p. 337–347 (DOI 10.1007/s002220050123, Bibcode 1997InMat.127..337S)
- Lucien Szpiro, « Sur le théorème de rigidité de Parsin et Arakelov », Astérisque, vol. 64,‎ 1979, p. 169–202 (MR 563470, lire en ligne)
- Lucien Szpiro, « Seminaire sur les pinceaux des courbes de genre au moins deux », Astérisque, vol. 86, no 3,‎ 1981, p. 44–78 (zbMATH 0463.00009)
- Lucien Szpiro et Kenneth A. Ribet (dir.), Current Trends in Arithmetical Algebraic Geometry, vol. 67, coll. « Contemporary Mathematics », 1987, 279–293 p. (DOI 10.1090/conm/067/902599, zbMATH 0634.14012), « Présentation de la théorie d'Arakelov »
- Lucien Szpiro, Conjecture de Mordell, séminaire Nicolas Bourbaki 1983/4.